# Kanton Le Puy-en-Velay-Nord
Kanton Le Puy-en-Velay-Nord (fr. Canton du Puy-en-Velay-Nord) je francouzský kanton v departementu Haute-Loire v regionu Auvergne. Tvoří ho sedm obcí.

## Obce kantonu
- Aiguilhe
- Chadrac
- Chaspinhac
- Malrevers
- Le Monteil
- Polignac
- Le Puy-en-Velay (severní část)